# Цате I
Цате I (*груз. წათე; грец. Τζάθιος; д/н — бл. 540) — цар Лазики близько 521—540 років. Зробив християнство державною релігією. Низка дослідників розглядають його як Цате II, вважаючи за Цате I, що можливо панував між Губазом I і Дамназом. Але оскільки відомостей про Цате I практично немає, то ця теорія є дискусійною.

## Життєпис
Син царя Дамназа. Посів трон близько 521/522 року. З огляду на посилення Візантійською імперії вирішив спиратися на її підтримку у протистоянні з Сасанідською Персією. Він оголосив про невизнання зверхності шахіншаха Кавада I. В цей час також повстав іберійський цар Дачі.
Цате I рушив до Константинополя, де прийняв християнство, одружився з аристократкою Валеріаною. Також визнав зверхність візантійського імператора Юстина I, який визнав за Цате I царський титул.
Такі дії Цате I та його сусідів 526 року спричинили війну між Візантією та Персією. У 526 році візантійські війська під командуванням військовиків Сіти і Велізарія вдерлися до Перської Вірменії та Месопотамії. Цар Лазики надав їм всебічну військову допомогу.
Остання згадка належить до 527 року, коли перські війська вдерлися до Лазики, яку було сплюндровнао. На допомогу цареві новий візантійський імператор Юстиніан I відправив свої війська на допомогу. Ймовірно брав участь у наступних подіях війн до укладання миру 532 року.
На думку дослідників панував до 540 року. Йому спадкували син Губаз II і брат Опсіт.

## Родина
Дружина — Валеріана, донька візантійського патрикія
Діти:
- Губаз (д/н—550), цар Лазики
- Цате (д/н—561), цар Лазики
- донька